# George Frederick Root
George Frederick Root (30 de agosto de 1820 – 6 de agosto de 1895) foi um compositor estadunidense famoso em especial durante a Guerra Civil Americana.

## Vida
Root teve aulas de piano com George J. Webb e trabalhou como professor de música em Boston desde os dezoito anos. Em 1845 ele foi para Nova York, onde trabalhou como organista na Church of the Strangers e como professor de música no Abbott Institute for Young Ladies. Em 1850, ele fez uma viagem de estudos a Paris.
Após seu retorno, ele publicou canções de 1851 - às vezes sob o pseudônimo de Wurzel. Suas primeiras canções de sucesso foram The Hazel Dell (1853) e Rosalie, The Prairie Flower (1855). A partir de 1853, ele trabalhou com compositores de Nova York como Mary S.B. Dana (Free As a Bird), Frances Jane Crosby (There’s Music in the Air) e o reverendo David Nelson (The Shining Shore). Com William Batchelder Bradbury, ele fundou o New York Normal Institute para treinar professores de música.
Em 1859 ele se mudou para Chicago, onde seu irmão mais novo, Ebenezer Towner Root, administrava uma loja de música. No rastro da Guerra Civil Americana, Root compôs quase trinta canções de guerra, algumas das quais - como Tramp! Tramp! Tramp!, The Vacant Chair, Just Before the Battle, Mother e Battle Cry of Freedom - tornaram-se muito populares.

Por seus serviços prestados às aulas de música e suas composições, a Universidade de Chicago concedeu-lhe um doutorado honorário em 1875. Além de numerosas canções, Root também compôs obras corais e cantatas (The Flower-Queen, 1852, The Haymakers 1857) e escreveu uma escola de piano e órgão, manuais de harmonia e educação musical e muitos artigos para revistas musicais. Seu filho Frederic Woodman Root também era conhecido como compositor.